# Acanthodes (Acanthodidae)
Acanthodes (nghĩa là cuống gai hay gốc gai) là một chi cá mập gai (Acanthodii) đã tuyệt chủng. Các hóa thạch được tìm thấy ở châu Âu, Bắc Mỹ và Australia.
So sánh với các loại cá mập gai khác, Acanthodes là tương đối lớn, dài khoảng 30 xentimét (12 in). Cá trong chi này không có răng, mà thay vì thế nó có các mang. Do điều này, người ta cho rằng nó là loại cá kiếm ăn theo kiểu lọc nước, lọc các loại sinh vật phiêu sinh từ nước. Acanthodes đã được tìm thấy chỉ có một cặp xương hộp sọ. Nó được vẩy hình lập phương che phủ.
Nó cũng có ít gai hơn so với đa phần các họ hàng của mình. Mỗi một vây ức và vây chậu trong cặp đôi các vây này đều chỉ có 1 gai, và 1 gai của vây hậu môn duy nhất cùng 1 gai trên các vây lưng, do đó tổng cộng nó chỉ có 6 gai, ít hơn khoảng một nửa so với của nhiều loài khác.
Các loài cá mập gai cho tới nay vẫn còn là chủ đề của sự tranh luận lớn về phân loại khoa học của chúng. Điều này là do chúng chia sẻ các đặc trưng của cả cá xương (Osteichthyes) và cá sụn (Chondrichthyes). Một nghiên cứu gần đây cho rằng Acanthodes có thể là tổ tiên chung của tất cả các loài động vật có quai hàm (Gnathostomata), bao gồm cả con người.

## Lịch sử
Acanthodes là từ phái sinh từ tên gọi Acanthodii, một từ gốc Hy Lạp có nghĩa là gai. Các loài cá mập gai cổ nhất đã biết từng phát triển tốt vào cuối kỷ Ordovic. Chúng phát triển cực đỉnh trong kỷ Devon, nhưng đã tuyệt diệt trong sự kiện tuyệt chủng vào cuối kỷ Permi.